# Selaginella plumosa
Selaginella plumosa är en mosslummerväxtart som först beskrevs av Carl von Linné, och fick sitt nu gällande namn av Karel Presl. Selaginella plumosa ingår i släktet mosslumrar, och familjen mosslummerväxter. Inga underarter finns listade i Catalogue of Life.